# Cheiraster gazellae
Cheiraster gazellae är en sjöstjärneart som beskrevs av Studer 1883. Cheiraster gazellae ingår i släktet Cheiraster och familjen nålsjöstjärnor. Inga underarter finns listade i Catalogue of Life.